# Grünwaldské vřesoviště
Grünwaldské vřesoviště je přírodní rezervace v katastrálním území Nové Město u Mikulova jižně od obce Moldava v okrese Teplice. Vřesoviště je pojmenováno podle dnes již zaniklé vsi Grünwald (česky Pastviny). Chráněné území je ve správě Krajského úřadu Ústeckého kraje.

## Historie
Ochrana území v kategorii chráněný přírodní výtvor byla poprvé vyhlášena s platností od 12. října 1989 okresním národním výborem v Teplicích. Podruhé Grünwaldské vřesoviště vyhlásil Krajský úřad Ústeckého kraje 20. července 2016.

## Předmět ochrany
Důvodem ochrany je zachování rašeliniště vrchovištního typu s porostem více forem borovice blatky (Pinus uncinata subsp. uliginosa). Lokalita je přirozeným tokaništěm a hnízdištěm tetřívka obecného (Lyrurus tetrix).

## Galerie

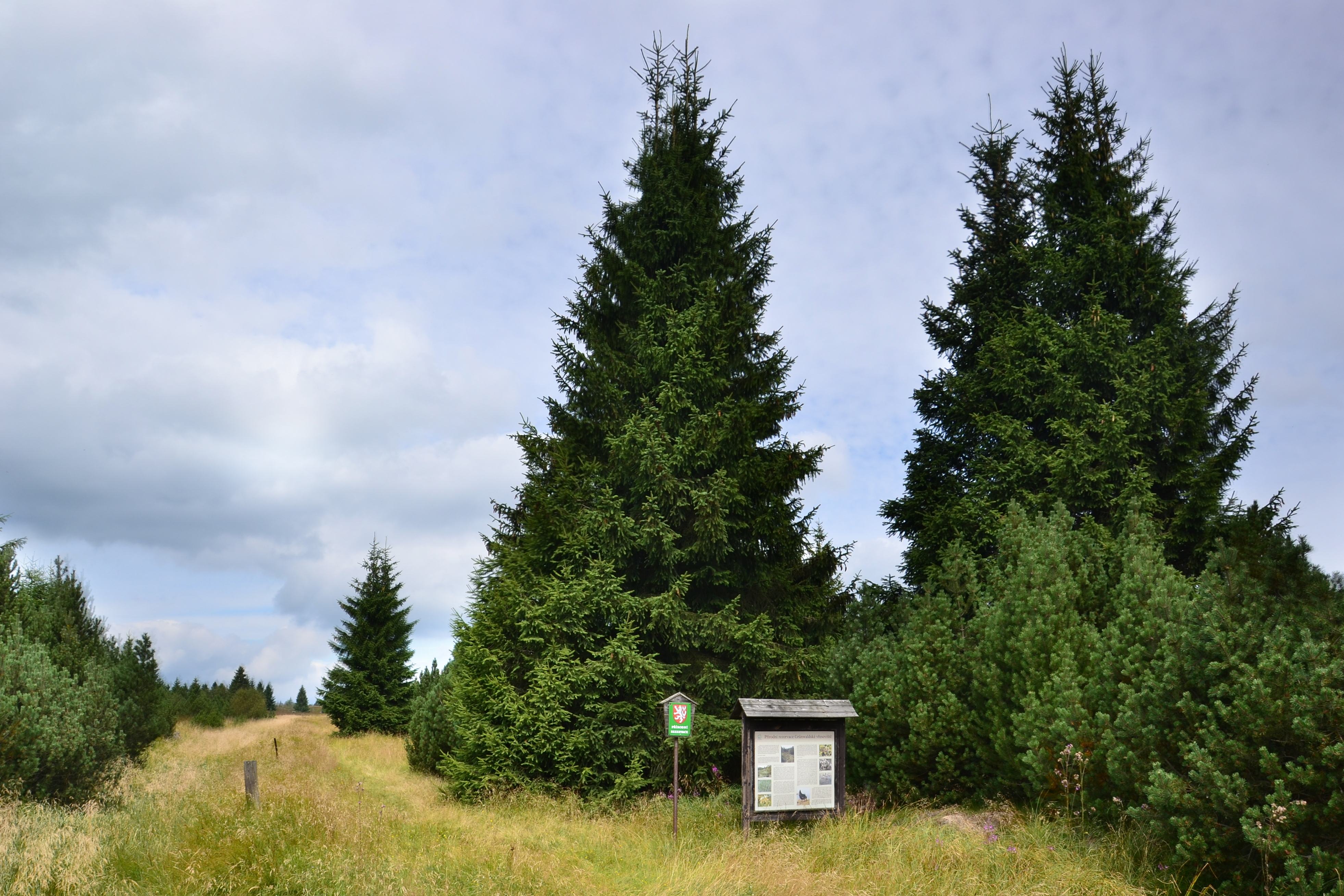
Vstup z jižní strany
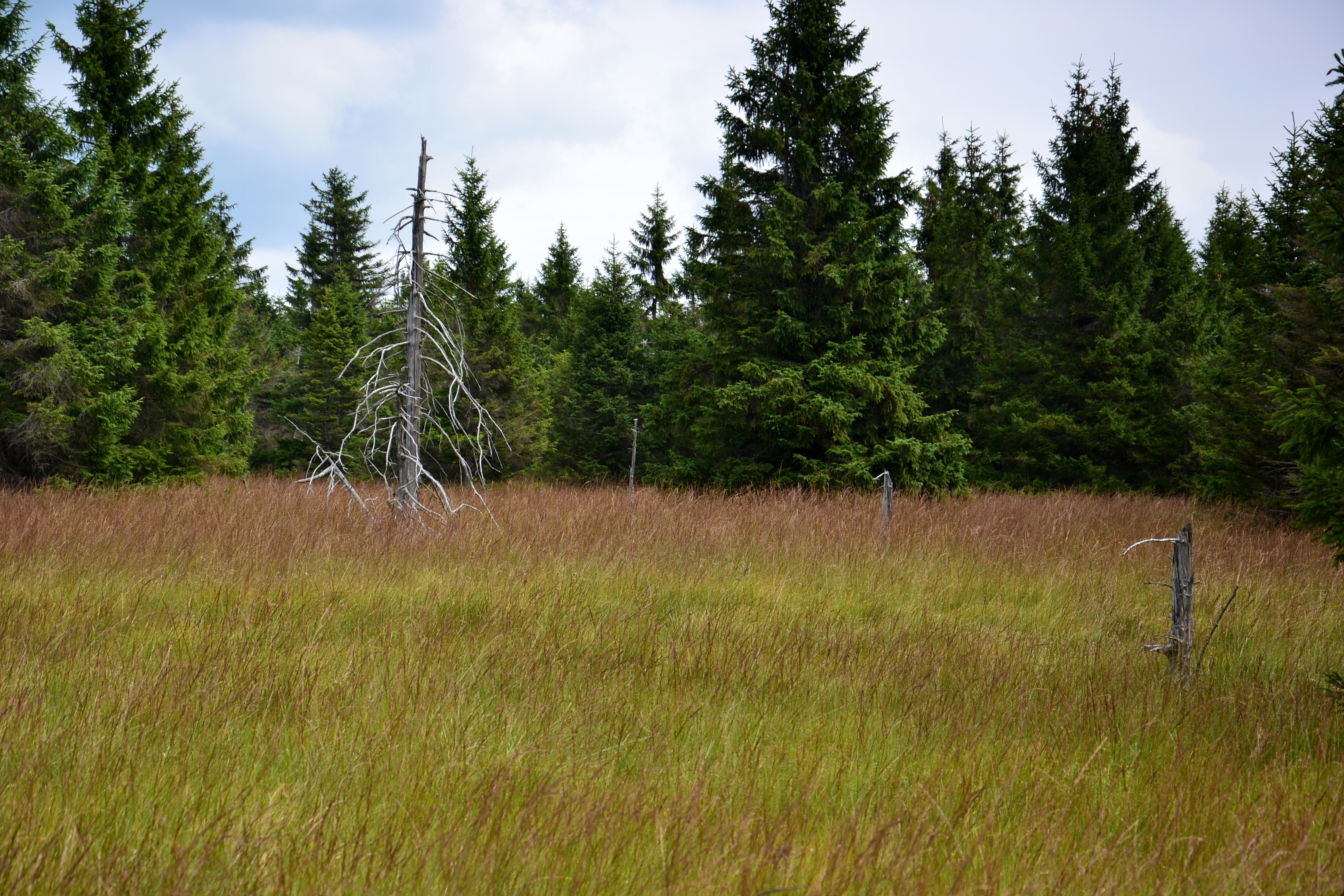
Odumřelý strom
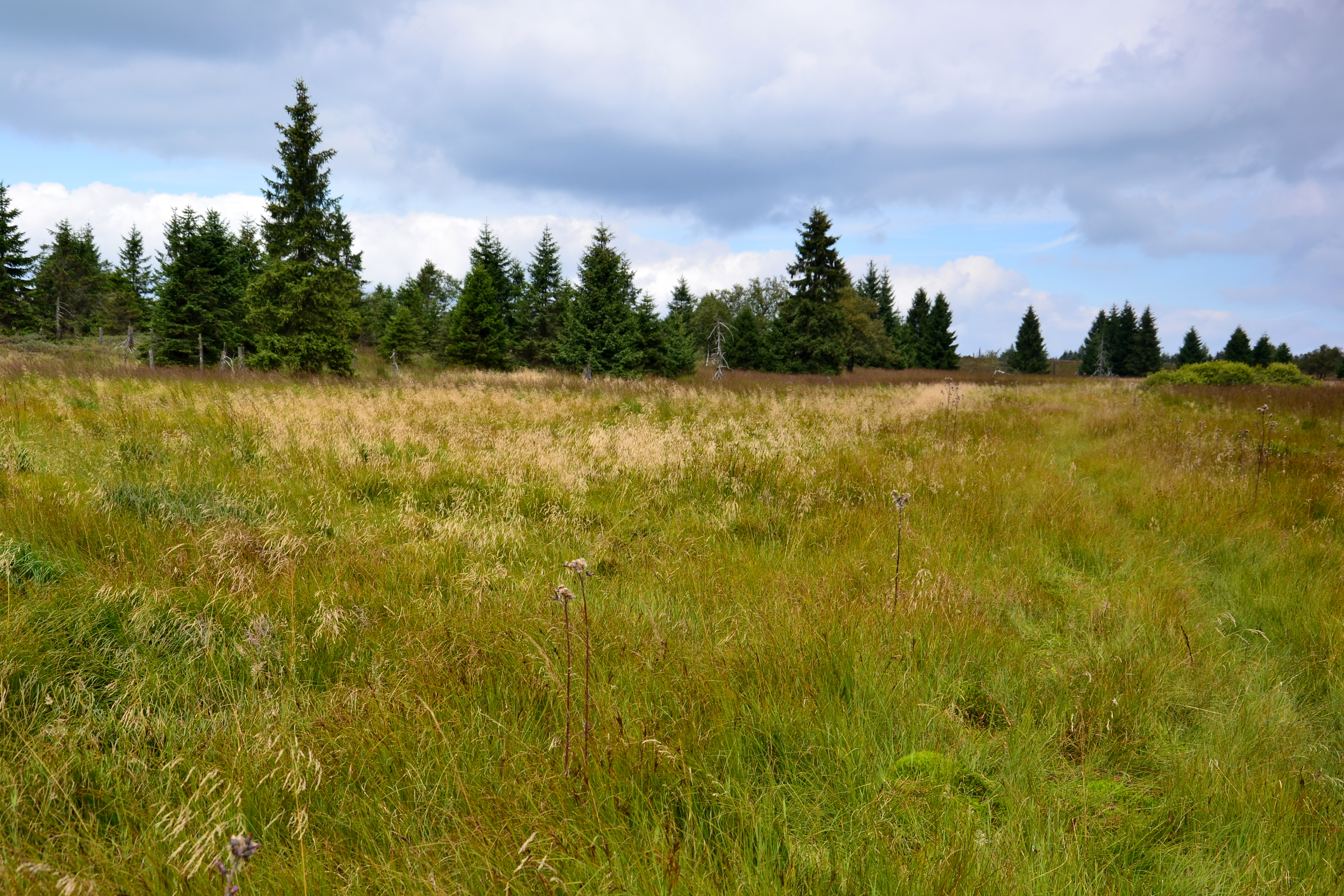
Podmáčená louka